# Канталупа (Милано)
Канталупа је насеље у Италији у округу Милано, региону Ломбардија.
Према процени из 2011. у насељу је живело 304 становника. Насеље се налази на надморској висини од 110 м.